# Concaveplana maolana
Concaveplana maolana är en insektsart som beskrevs av Li och Chen 1999. Concaveplana maolana ingår i släktet Concaveplana och familjen dvärgstritar. Inga underarter finns listade i Catalogue of Life.